# Anacamptis semisaccata
Anacamptis semisaccata là một loài thực vật có hoa trong họ Lan. Loài này được (E.G.Camus) H.Kretzschmar, Eccarius & H.Dietr. mô tả khoa học đầu tiên năm 2007.